# 파르네세가

파르네세 가문의 문장

파르네세 가(이탈리아어: Farnese)는 르네상스 시대 이탈리아의 세력 있는 가문이다.
교황과 추기경, 파르마의 공작을 배출한 집안으로 널리 알려졌다.
파르네세 대리석을 포함한 몇몇 중요한 건축 작품과 고대의 유물은 파르네세 가문과 합동한 건설 공사를 통하여 입수한 것이다. 여기에는 로마의 파르네세 궁전과 카프라롤라의 빌라 파르네세도 포함된다.

## 기원
파르네세 가문의 기원은 약 서기 984년까지 거슬러 올라가며, 명칭은 그들이 오랫동안 소유한 봉토(Castrum Farneti)에서 유래한다. 파르네스티/파르네세 명칭의 유래에 대해서는 약간의 논쟁이 있었다. 일부에서는 오크의 속명인 파르니아(Farnia) 지방에서 유래한 것이라고 주장하고 있지만, 또 다른 이들은 특유의 친목 모임을 나타내는 롬바르드족의 언어인 파라(Fara)에서 유래한 것이라고 보고 있다. 12세기에 이들은 투스카니아와 오르비에토 지역의 소영주라고 기록되어 있으며, 나중에 몇몇 일원들은 코뮌에서 정치적 위치를 보유하였다. 피에트로라는 사람은 1110년 토스카나의 기벨린들을 쳐부수었으며, 필시 1134년 이탈리아 노르만족에 저항하여 싸웠을 것으로 보인다. 그의 아들 프루덴치오는 오르비에토의 집정관이었으며, 시에나의 후원 아래 오르비에토의 기벨린들을 쳐부수었다; 또 다른 피에트로는 하인리히 6세에 항거하여 마을을 지켜냈다.
1254년 라누치오라는 사람은 시칠리아의 만프레디에 항거한 교황 우르바노 4세를 위해 싸워 토디의 부대를 패배시켰다. 그의 아들 니콜로는 베네벤토 전투(1266)의 구엘프 군대에 속해 있었다.
파르네세는 1319년 투스키아(토스카나 남부-라치오 북부)에 돌아왔다. 그때 그들은 파르네세, 이스키아 디 카스트로 그리고 살라 성과 산살비노를 획득하였다. 1354년 추기경 알브론즈는 교황령의 방종한 호족들을 토벌한 전쟁에서 파르네세 가문의 도움에 대한 사례로 발렌타노의 영토를 그들에게 주었다. 파르네세 일족들은 계속해서 교황의 사나운 적수들과 맞서 싸웠다. 1362년 피에트로 파르네세는 볼테라를 위한 전쟁에서 피사에 반대하는 피렌체 군대의 총사령관이었다. 6년 뒤에 니콜로 파르네세는 조반니 디 비코의 공격으로부터 교황 우르바노 5세를 수호하였다. 파르네세는 충성의 대가로 교황으로 하여금 북부 라치오에 대한 그들의 소유권을 승인하게 하였으며, 혜택의 연속으로 신분이 옛날보다 한층 높아져 강력한 로마의 호족들과 어깨를 나란히 할 수 있게 되었다.

## 가문의 번영
15세기 중반 파르네세 가문의 권력은 상당히 강해졌는데, 특히 연장자 라누치오 덕분에 그들의 소유지는 볼세나 호수와 몬탈토디카스트로의 남쪽 지방에까지 이르렀다. 그는 피티글리아노의 오르시니를 적대한 이웃의 시에나를 위한 총사령관이 되었으며, 승리를 거두고 나서 로마의 원로원 의원이라는 직함을 얻었다.

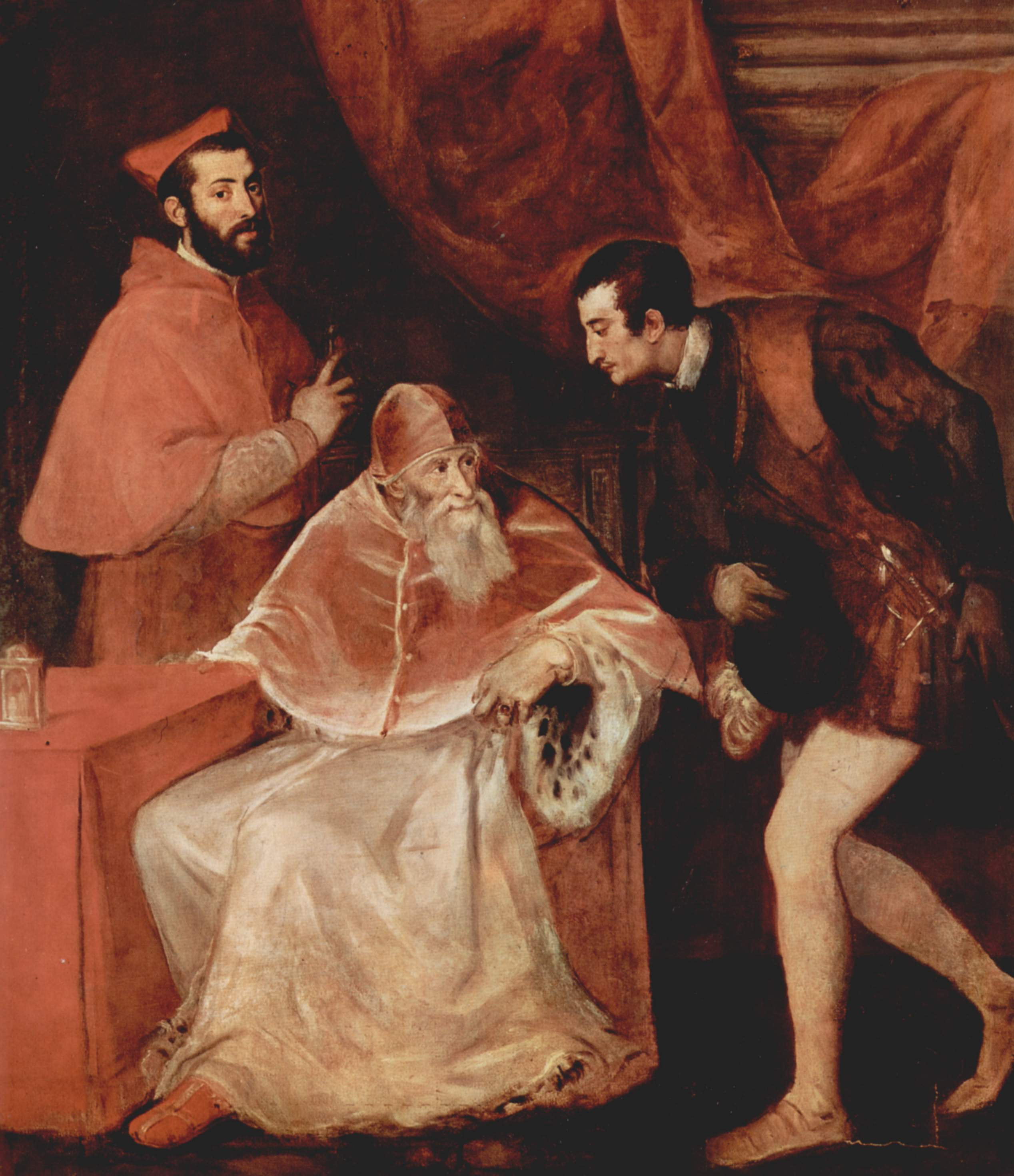
교황 바오로 3세와 그의 손주들인 알레산드로 파르네세(왼쪽)와 오타비오 파르네세.

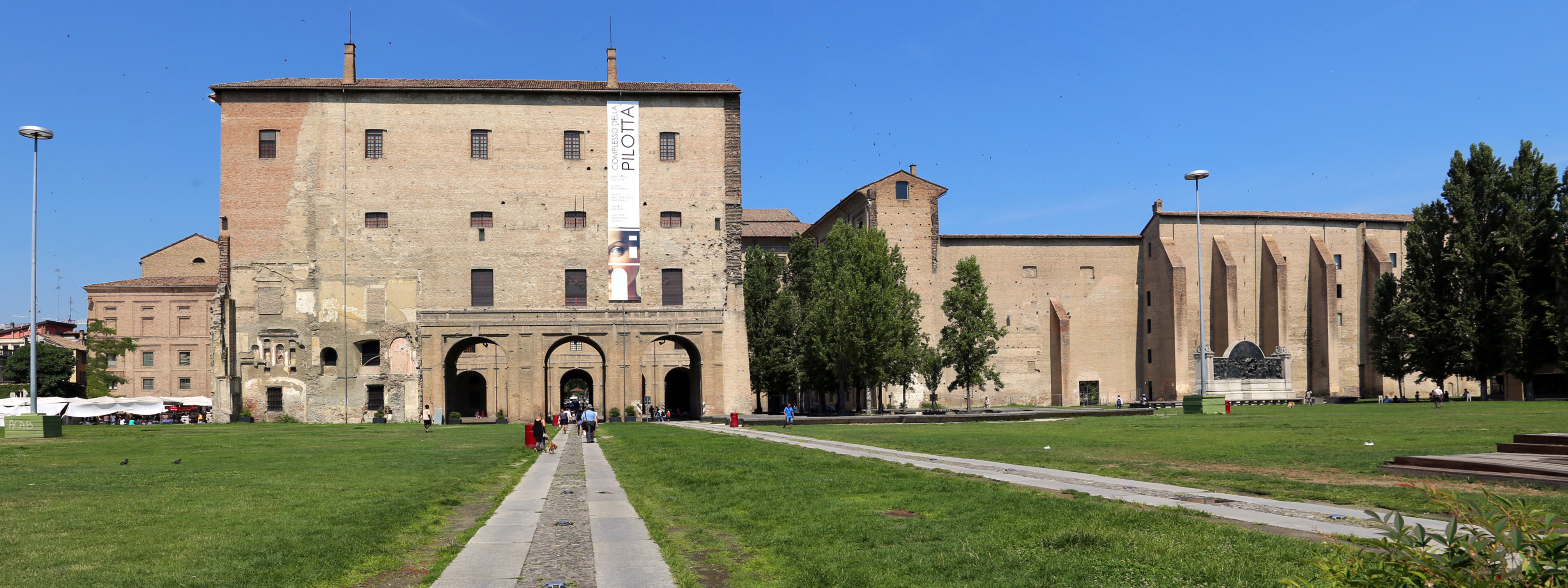
파르마에 있는 파르네세 소유의 필로타 궁전.

라누치오의 아들 피에르 루이지는 역사가 깊은 호족 가에타니 가문(교황 보니파시오 8세를 배출함)의 일족과 결혼하였다. 그리하여 로마는 파르네세에게 한층 더 중요한 지위를 부여하였다. 그의 딸 줄리아가 교황 알렉산데르 6세의 정부(情婦)가 된 덕분에 로마에서 파르네세 가문의 정치적 영향력은 한층 더 넓어졌다. 그녀는 교황으로 하여금 자신의 형제 알레산드로에게 추기경의 지위를 주게 하였다; 알렉산데르의 후임자인 율리오 2세 통치 아래에서 알레산드로는 1534년 마르카안코네타나의 지배자가 되었으며, 나중에는 교황 바오로 3세로 등극하였다. 그의 업적들 가운데서 주목할 만한 것으로는 전례가 없는 친족 등용과 트리엔트 공의회의 개최를 들 수 있다.

## 카스트로와 파르마의 공작
바오로 3세는 자기 아들 피에르 루이지에게 로마 교회의 기수(旗手)와 카스트로 공작의 칭호를 내렸을 뿐만 아니라, 파르네세 영역을 포함하여 티레니아의 바다에서부터 볼세나 호수까지 이르는 영지와 론시글리오네 주, 그 밖의 다른 많은 작은 봉토를 주었다.
또한, 바오로 3세는 자신의 아들을 위해 1545년 교황령을 한 차례 분할하여 이탈리아 북부의 또 다른 나라인 파르마와 피아첸차의 공작으로 만들어주었다. 2년 뒤 피에르 루이지는 스페인의 지령을 받은 자기 부하의 손에 의해 살해당했다. 카를 5세가 움직였음에도 교황은 재빨리 피에르 루이지의 아들 오타비오를 공작으로 앉혔다. 1549년 바오로 3세가 선종하고, 교황청 내에서 그의 정치 역할은 손자 알레산드로에게로 넘어갔다. 알레산드로는 1589년에 죽을 때까지 영향력 있는 추기경이었다.
파르마 공국은 17세기까지 파르네세의 통치를 받았지만, 교황 인노첸시오 10세가 착수한 군사적 맹공격을 받아 1649년 카스트로를 잃고 만다. 이탈리아 중부 영토가 없어졌음에도, 공작 라누치오 2세의 통치 아래 파르마 궁정은 이탈리아에서 가장 화려한 곳 가운데 하나였다.
이 작은 나라에 스페인의 지배와 영향력이 드리워진 가운데, 1731년 마지막 공작 안토니오 파르네세가 후계자를 남기지 못하고 죽음에 따라 파르네세 가문은 파르마와 피아첸차를 상실하고 만다.

## 유명한 가문의 일족들
- 피에트로 파르네세 (불명)
- 교황 바오로 3세, 본명 알레산드로 파르네세 (1468년—1549년)
- 줄리아 파르네세, 교황 알렉산데르 6세의 애인이자 교황 바오로 3세의 누이
- 피에르 루이지 파르네세, 파르마의 초대 군주 (1503년—1547년)
- 알레산드로 파르네세, 추기경 (1520년—1589년)
- 오타비오 파르네세, 파르마의 2대 군주 (1524년—1586년)
- 라누치오 파르네세, 추기경 (1530년—1565년)
- 알레산드로 파르네세, 파르마의 3대 군주 (1545년—1592년)
- 라누치오 1세 파르네세, 파르마의 4대 군주 (1569년—1622년)
- 오도아르도 파르네세, 파르마의 5대 군주 (1612년—1646년)
- 라누치오 2세 파르네세, 파르마의 6대 군주 (1630년—1694년)
- 프란체스코 파르네세, 파르마의 7대 군주 (1678년—1727년)
- 안토니오 파르네세, 파르마의 8대 군주 (1679년—1731년)
- 엘리사베타 파르네세, 스페인의 왕비, 펠리페 5세의 아내이자 카를로스 3세의 어머니. (1692년—1766년)